# 虚空
虚空（こくう）とは、
- 何もない空間、大空。
- 何も妨げるものがなく、すべてのものの存在する場所[1]。アーカーシャ（Ākāśa）の漢訳で、空または虚空界ともいう[2]。虚空界とは、虚空のように一切を包括し擁する、色もなく形もない本源的な真如の世界[3]。虚空はまた、説一切有部の五位七十五法のうち、無為法の一つである[4]

## 概要
「抵抗の感ぜられない空虚な場所」と定義されるが、感覚世界を超越した実在「無為」の一種とも見なされる。
仏教関連項目
- 虚空会（法華経に記述されている、釈尊が行った説法のひとつ。「二処三会」のひとつ。）
- 虚空会の儀式
- 虚空蔵菩薩